# アドパック
アドパックとは、アドコート株式会社が製造販売する気化性防錆紙である。
対象金属によりラインナップが異なる。
adpackにて商標登録されている。

## 主なラインナップ
- アドパック-G（鉄鋼用含浸タイプ）
- アドパックホワイト（長期鉄鋼用塗工タイプ）
- アドパック-S（鉄・非鉄金属共用含浸タイプ）
- アドパック-C（銅・銅合金用含浸タイプ）

その他、特注の品番も製造する。

## 納入形態
1000mmX100m巻を標準品とし、任意サイズの巻、断裁品にて納入する。